# 재난 영화
재난 영화는 재난을 소재로 다루는 영화 장르이다. 화재, 지진, 해일, 화산 폭발, 외계인 침공 등 다루는 재난의 소재는 다양하며 CG와 특수효과 등을 의지한다.

## 주요 작품
- 리베라 메
- 해운대
- 포세이돈 어드벤처
- 지구의 대참사
- 포세이돈 어드벤처 2
  - 포세이돈
- 투모로우
- 일본 침몰
- 대지진
- 타워
- 2012
- 감기
- 샌 안드레아스
- 인디펜던스 데이
- 인디펜던스 데이 2
- 스웜
- 단테스 피크

## 같이 보기
- 종말물